# Biblioteca Pública del Condado de Gwinnett

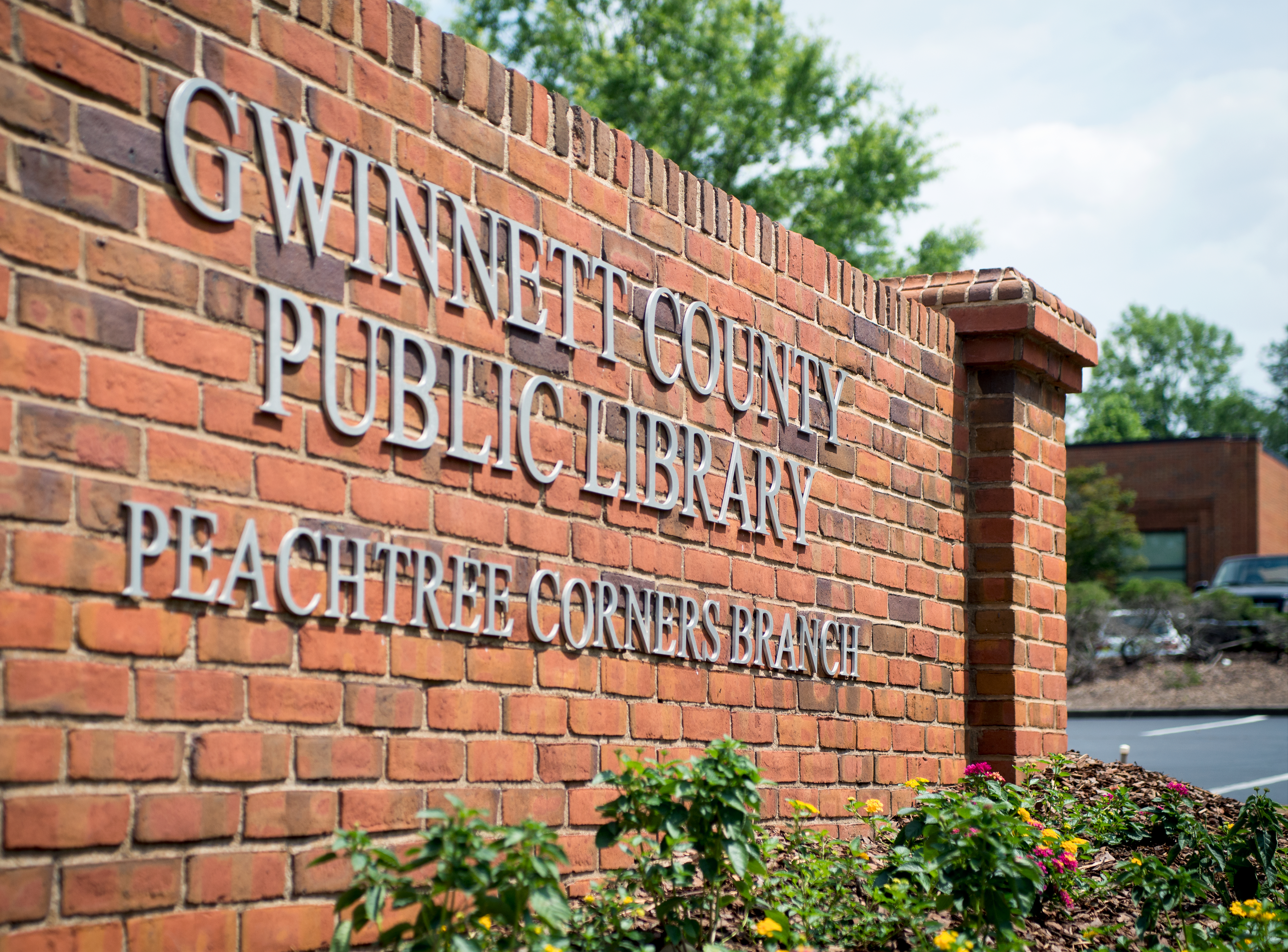
Letrero de la biblioteca.

La Biblioteca Pública del Condado de Gwinnett (idioma inglés: Gwinnett County Public Library) es el sistema de bibliotecas del Condado de Gwinnett, Georgia, Estados Unidos. Tiene una biblioteca central y sucursales. Tiene su sede en una área no incorporada.

## Bibliotecas
- Buford-Sugar Hill Branch (Buford)
- Centerville Branch (Área no incorporada)
- Collins Hill Branch (Área no incorporada)
- Dacula Branch (Área no incorporada)
- Duluth Branch (Duluth)
- Five Forks Branch (Área no incorporada)
- Grayson Branch (Grayson)
- Hamilton Mill Branch (Área no incorporada)
- Lawrenceville Branch (Área no incorporada)
- Lilburn Branch (Lilburn)
- Mountain Park Branch (Área no incorporada)
- Norcross Branch (Norcross)
- Peachtree Corners Branch (Área no incorporada)
- Suwanee Branch (Suwanee)
- Elizabeth H. Williams Branch (Snellville)